# Hermand Brun
Pour les articles homonymes, voir Brun.

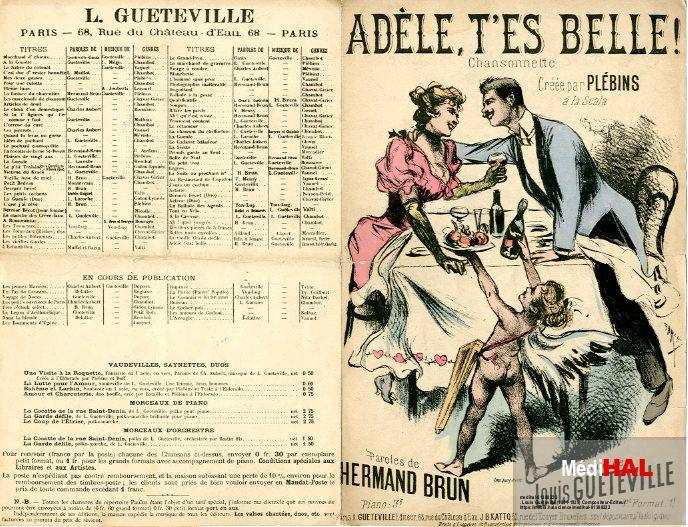
Adèle, t’es belle, chansonnette créée par Plébins, paroles d'Hermand Brun (1894).

Hermand Brun, mort le 8 janvier 1929, est un parolier et compositeur français de chansons de la fin du XIXe siècle et du début du XXe.

## Biographie
Compositeur de nombreuses chansons, il a aussi été éditeur de partitions.

## Œuvres
- 1889 : Derrière les p'tits soldats, chanson-marche, musique d'Hermand Brun, paroles de Lucien Colonge
- 1893 : Belle de nuit, chansonnette, paroles et musique, avec accompagnement de piano, avec Louis Gueteville
- 1894 : Boum !, fantaisie culinaire, voix et piano